# Kalisto
Emanuel Alejandro Rodriguez (* 14. November 1986 in Chicago, Illinois, USA) ist ein US-amerikanischer Wrestler mexikanischer Abstammung. Er stand zuletzt bei World Wrestling Entertainment unter Vertrag. Er folgt dem Lucha-Libre-Stil und gilt als einer der besten High-Flyer der Welt.
Sein bisher größter Erfolg ist der zweimalige Erhalt der WWE United States Championship.

## Wrestling-Karriere

### Independent-Ligen (2006–2013)

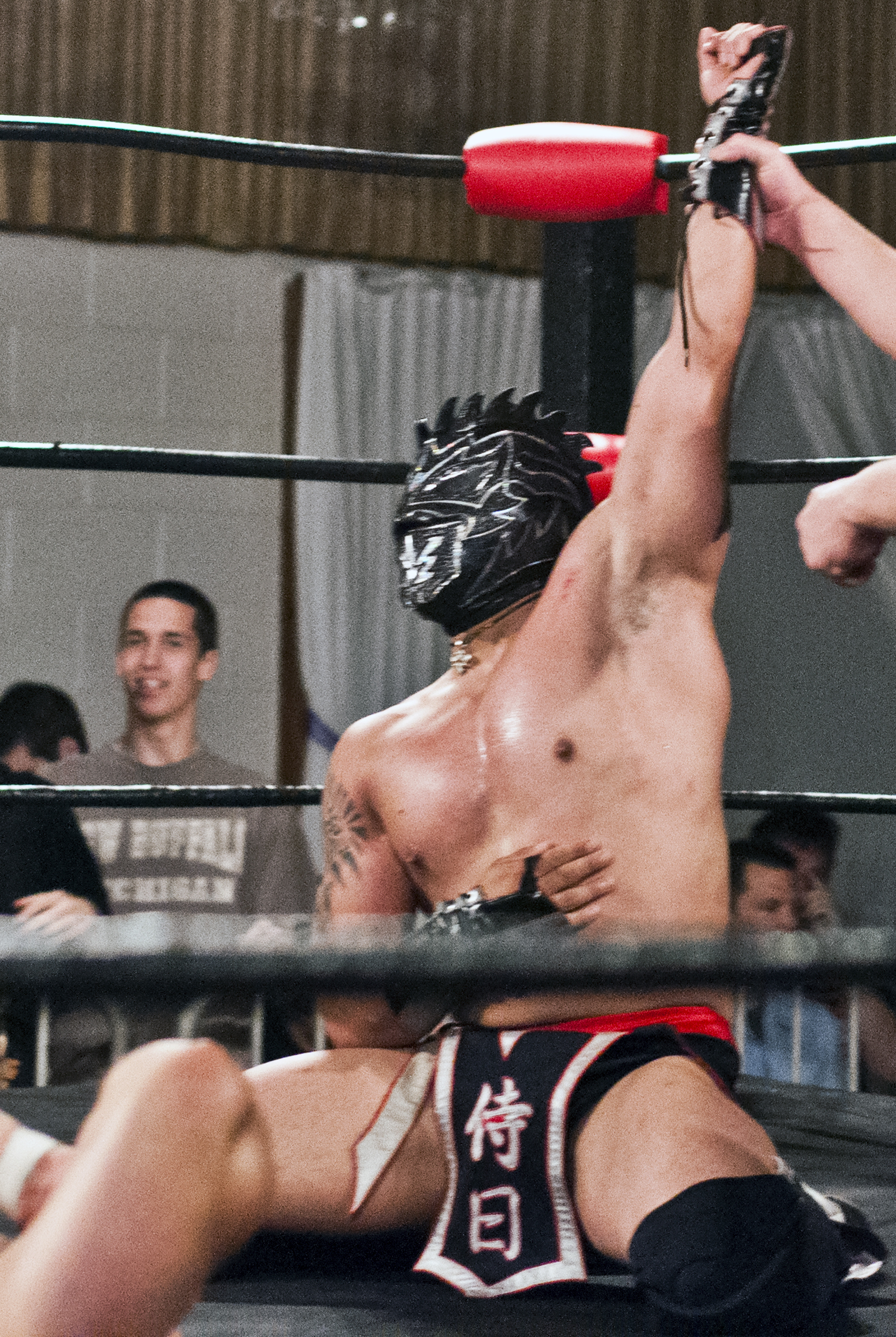
Samuray Del Sol bei einem Wrestling Event, 2012.

Am Anfang seiner Karriere machte er sich einen Namen in einigen Independent-Ligen in Chicago und im Mittleren Westen der USA. Am 10. März 2007 gab er unter dem Ringnamen Samuray del Sol sein Wrestling-Debüt gegen Phil Atlas, das er verlor.
Im Jahr 2010 bestritt er einige Matches für International Wrestling Cartel und East Coast Lucha Libre. Am 25. September 2010 bestritt er bei All American Wrestling ein Triple-Threat-Match gegen Silas Young und Gran Akuma um die AAW Heavyweight Championship, das ersterer gewann. 2010 trat er auch in Mexiko auf. Im April 2011 erlitt er bei einem Match für Desastre Total Ultraviolento eine Gehirnerschütterung und hätte deswegen beinahe seine Karriere beenden müssen.
Im Jahr 2012 stieg er neben AAA auch für Dragon Gate USA (DGUSA) in den Ring. Sein Debüt für DGUSA gab er am 29. März, als er gegen Masato Yoshino gewann. In den USA trat er wieder unter dem Ringnamen Samuray del Sol an. Am 23. April 2012 feierte er sein Debüt für die Promotion Evolve. Dort bestritt er ein Triple-Threat-Match gegen Chuck Taylor und Johnny Gargano, das Taylor gewann. Im April 2013 nahm er an einem Turnier um den Evolve-Titel teil. Rodriguez schied im Viertelfinale in einem Fatal-Four-Way-Match gegen Sami Callihan, Jigsaw und Rich Swann aus. Am 2. Juni 2013 bestritt er sein letztes Match für Evolve gegen Johnny Gargano um den Open The Freedom Gate Title, das er verlor.
Am 4. Februar 2012 debütierte er für Combat Zone Wrestling, als er gegen AR Fox verlor. 2012 nahm er zudem am Jeff Peterson Memorial Cup X teil, das er gewann. Im Finale besiegte er AR Fox. Am 15. März 2013 bestritt er ein Match für Full Impact Pro um die FIP World Heavyweight Championship, das er verlor. Am 24. März 2013 gewann Rodriguez das von Brian Kendrick veranstaltete King-Of-Flight-Tournament, nachdem er im Finale Ricochet besiegt hatte.

### Lucha Libre AAA Worldwide (2011–2012)
Von 2011 bis 2012 stand er auch bei der mexikanischen Promotion Asistencia Asesoría y Administración (AAA) im Ring. Sein Fernseh-Debüt gab Rodriguez am 19. August 2012 in einem Sechs-Mann-Tag-Team-Match, in dem er mit Fénix und Freelance gegen die Los Inferno Rockers verlor. Bei AAA trat er an der Seite von Octagon, der ihn unter seine Fittiche nahm, auf. Nachdem Octagon von Silver King und Toscano angegriffen wurde, übergab ihm Octagon eine neue Maske und er trat unter dem neuen Ringnamen Octagon Jr. auf. Sein Debüt unter seinem neuen Ringnamen bestritt er am 2. Dezember 2012 wo er gemeinsam mit Octagon und La Parka gegen La Parka Negra, Pentagón Jr. und Silver Cain gewann.

### WWE (2013–2021)

#### NXT und NXT Tag Team Champion (2013–2015)
Am 26. Mai 2013 unterzeichnete Emanuel Rodriguez einen Vertrag mit der WWE. Am 20. September 2013 debütierte er für die WWE unter seinem neuen Ringnamen Kalisto. Am selben Tag bei einer NXT Houseshow feierte er sein Ringdebüt gegen Baron Corbin, das er gewann. Bei NXT bildete er ein Tag Team mit El Local und sie bestritten ein Match um die NXT Tag Team Titel gegen The Ascension (Konnor und Viktor), das sie verloren.
Ab dem 17. Juli 2014 bildete er mit Sin Cara das Tag-Team The Lucha Dragons. Wenig später gewannen sie ein Turnier und wurden daher zu den Hauptherausforderern auf die NXT Tag Team Championship von The Ascension erklärt. Am 11. September 2014 bei der NXT-Großveranstaltung NXT Takeover: Fatal 4-Way gewann das Team die Titel von The Ascension. Die Titel gaben sie am 15. Januar 2015 an Murphy und Blake ab.

#### The Lucha Dragons und WWE United States Champion (2015–2016)
Am 30. März 2015 feierten sie ihr Debüt im Hauptroster in einem Match, in dem sie gemeinsam mit The New Day gegen The Ascension sowie Cesaro und Tyson Kidd gewannen. Anschließend fehdeten die beiden mehrmals um die WWE Tag Team Championship, konnten die Titel allerdings nie gewinnen. Anfang des Jahres 2016 verletzte sich sein Tag-Team-Partner Sin Cara, sodass Rodriguez seine Kämpfe für einige Zeit alleine bestreiten musste.

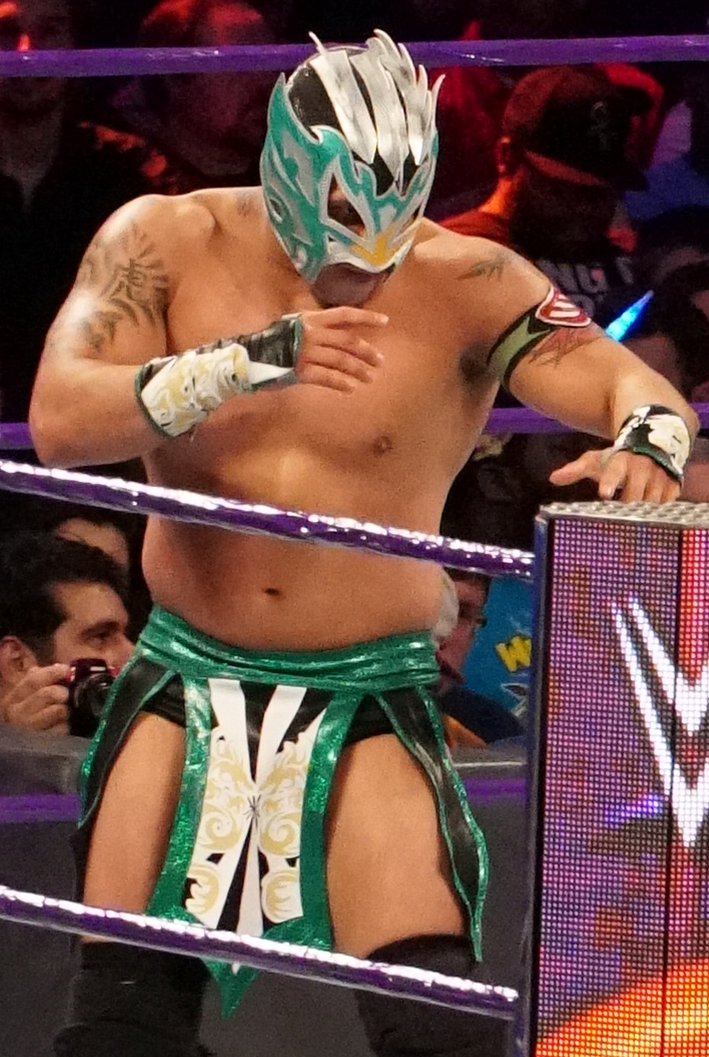
Kalisto bei einer 205 Live Ausgabe, 2018.

Am 11. Januar 2016 gewann er bei Raw die WWE United States Championship von Alberto Del Rio.
Einen Tag später bei der darauf folgenden SmackDown-Ausgabe verlor er den Titel allerdings wieder an selbigen. Am 24. Januar 2016 bei der Großveranstaltung Royal Rumble gewann er den Titel erneut, um ihn bei Extreme Rules am 22. Mai 2016 an Rusev abzugeben.

#### Main Roster und Lucha House Party (2016–2021)
Durch den WWE Draft am 19. Juli 2016 wurde Rodriguez Teil von SmackDown. Dabei wurde er jedoch endgültig von seinem bisherigen Partner Sin Cara, der nach Raw gedraftet wurde, getrennt, womit das Tag Team The Lucha Dragons aufgelöst wurde. Ende August zog er sich in einem Triple-Threat-Match gegen Baron Corbin und Apollo Crews bei SmackDown eine Rückenverletzung zu und musste deshalb für eine längere Zeit pausieren. Sein Comeback gab er am 22. Oktober 2016 bei einer Houseshow.
Am 20. November 2016 bestritt Rodriguez bei der Survivor Series ein Match um die WWE Cruiserweight Championship gegen den Champion The Brian Kendrick, konnte den Titel allerdings nicht gewinnen, da Corbin in das Match eingriff und eine Disqualifikation von Rodriguez herbeiführte. Es folgte eine Fehde gegen Corbin, gegen den er am 4. Dezember 2016 in einem Chairs-Match bei der SmackDown-Großveranstaltung TLC: Tables, Ladders & Chairs verlor.
Durch den Superstar Shake-up wechselte Rodriguez am 10. April 2017 zu Raw. Seit der Ausgabe vom 2. Oktober 2017 gehört Kalisto der Cruiserweight-Division und damit auch dem Roster von 205 Live an. Eine Woche später erhielt er erstmals die WWE Cruiserweight Championship von Enzo Amore, den er in einem Lumberjack-Match besiegen durfte. Den Titel verlor er wieder am 22. Oktober 2017 bei TLC: Tables, Ladders & Chairs an Enzo Amore. Im Rahmen des WWE Drafts wechselte er am 11. Oktober 2019 von Raw zu SmackDown. Am 15. April 2021 wurde er von der WWE entlassen.

## Wrestling-Erfolge
World Wrestling Entertainment
- WWE United States Championship (2×)
- WWE Cruiserweight Championship (1×)
- NXT Tag Team Championship (1× mit Sin Cara)

Gladiadores Aztecas de Lucha Libre Internacional
- GALLI Championship Championship (1×)

Turniersiege
- Jeff Peterson Memorial Cup (2012)
- King of Flight Tournament (2013)